# Peter Munz
Peter Munz (* 12. Mai 1921 in Chemnitz; † 14. Oktober 2006 in Wellington) war ein deutsch-neuseeländischer Historiker Jüdischer Herkunft der zuerst aus Deutschland und danach aus Italien fliehen musste.
Peter Munz emigrierte 1933 nach Italien und 1939 nach Neuseeland. Munz studierte als einer der wenigen Personen sowohl bei Karl Popper in Christchurch als auch bei Ludwig Wittgenstein in Cambridge und erwarb dort den Ph.D. 1948. Seine akademische Karriere begann Munz an der Victoria University of Wellington. 1949 wurde er dort Senior Lecturer und 1964 Associate Professor. 1968 wurde er ordentlicher Professor und 1986 emeritiert.
Darüber hinaus war Munz auch Augenzeuge des einzigen Treffens zwischen Popper und Wittgenstein, als nämlich am 25. Oktober 1946 Wittgenstein in Cambridge zu einem Vortrag Poppers vor dem Moral Science Club erschien: Beide, Wittgenstein und Popper, waren als ebenso unerbittliche wie ungeduldige Diskutanten gefürchtet. So ist es vielleicht auch nicht weiter verwunderlich, dass das Treffen mit einem Eklat endete: Wittgenstein verließ nach einem kurzen Wortgefecht lautstark den Raum. Popper hatte in seiner Autobiografie eine Version der Ereignisse geliefert, bei der ein Schürhaken, mit dem Wittgenstein ihn bedroht haben soll, eine nicht unerhebliche Rolle gespielt hat. Munz nimmt in einem seiner Bücher „Beyond Wittgenstein’s Poker: New Light on Popper and Wittgenstein“ diese Anekdote als Ausgangspunkt, um die philosophischen Gemeinsamkeiten und Gegensätze dieser beiden bedeutenden Denker zu beleuchten.
Im Jahre 2004 machte er durch seine Überlegungen, Inzest zwischen zwei mündigen Erwachsenen straffrei zu stellen, in der australischen Presse von sich reden.

## Schriften
- The Place of Hooker in the History of Thought
- Problems of Religious Knowledge
- The Origin of the Carolingian Empire, Blackwell, Oxford 1957, mit Heinrich Fichtenau
- Relationship and Solitude: An Inquiry into the Relationship between Myth, Metaphysics and Ethics
- Life in the Age of Charlemagne
- Frederick Barbarossa: A Study in Medieval Politics; When the Golden Bough Breaks: Structuralism or Typology?, Eyre & Spottiswoode, London 1969, Cornell University Press,	Ithaca / London 1969
- The Shapes of Time: A New Look at the Philosophy of History
- Our Knowledge of the Growth of Knowledge: Popper or Wittgenstein?
- Philosophical Darwinism: On the Origin of Knowledge by Means of Natural Selection
- Beyond Wittgenstein’s Poker: New Light on Popper and Wittgenstein